# Hrabstwo Broadwater
Hrabstwo Broadwater (ang. Broadwater County) – hrabstwo w stanie Montana w Stanach Zjednoczonych. Obszar lądowy hrabstwa obejmuje powierzchnię 1191,35 mil² (3085,58 km²). Według szacunków United States Census Bureau w roku 2009 miało 4793 mieszkańców. Siedzibą hrabstwa jest Townsend.

## Miasta
- Townsend

## CDP
- Radersburg
- Spokane Creek
- The Silos
- Toston
- Winston
- Wheatland